# یان جیانمینگ
یان جیانمینگ (انگلیسی: Yan Jianming؛ زادهٔ ۶ مهٔ ۱۹۶۱) بازیکن والیبال اهل چین بود. وی در بازی‌های المپیک تابستانی ۱۹۸۴ شرکت کرده‌است.